# Transparencia sónica en cimentaciones profundas

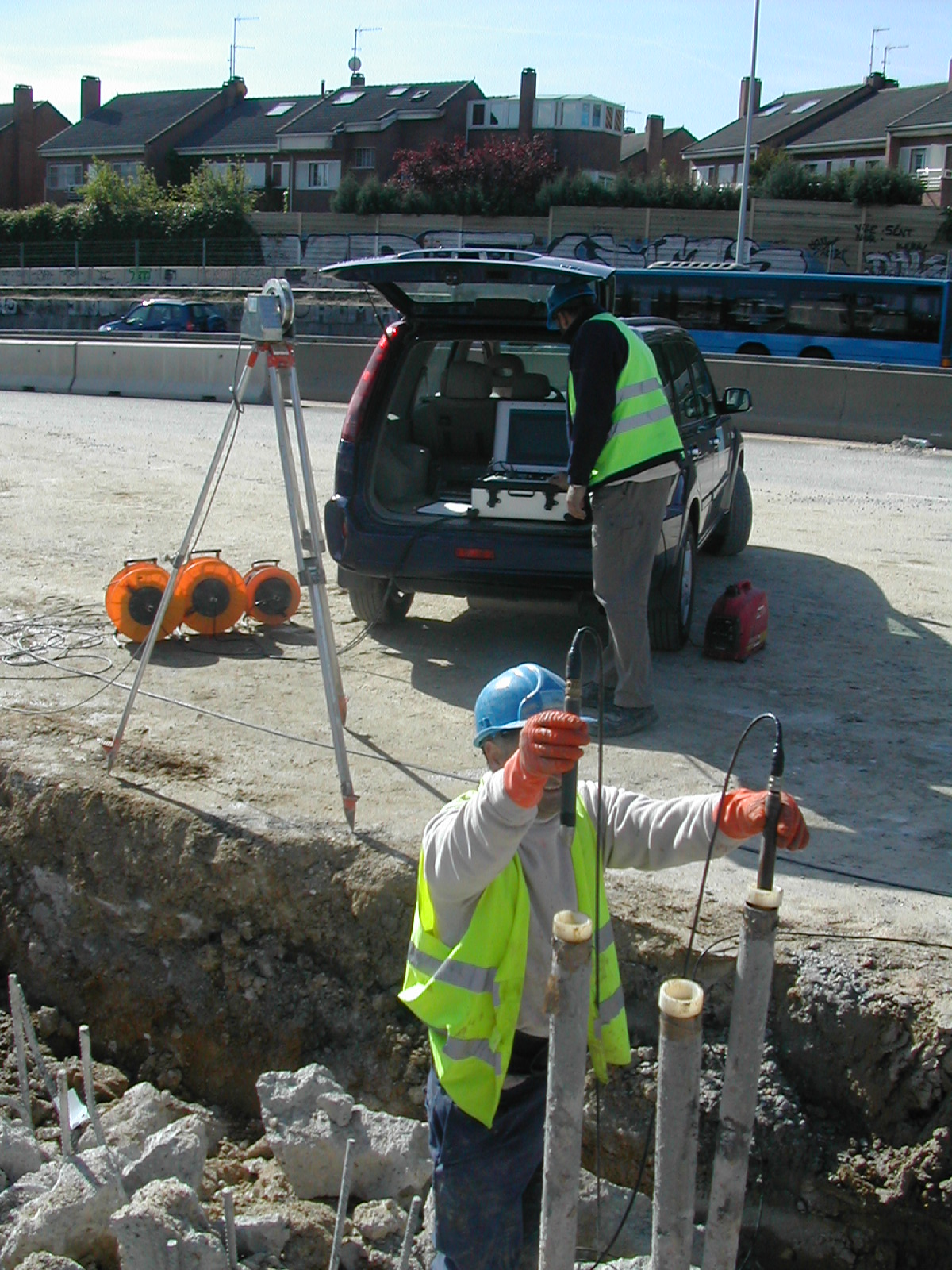
Ensayo de transparencia sónica en un pilote.

La transparencia sónica en cimentaciones profundas es un ensayo de integridad por ultrasonidos para cimentaciones profundas y elementos de contención (pilotes y módulos pantalla principalmente) de hormigón armado.
Es el método más preciso que existe para la detección de anomalías.

## Principio
Se basa en la detección de variaciones en la velocidad de propagación de una onda de compresión que atraviesa un medio por diferentes zonas.
A distancias constantes, un aumento en el tiempo de propagación corresponde a un empobrecimiento de sus propiedades mecánicas.

## Requerimientos
Necesita una instrumentación y preparación previa, consistente en la instalación de tubos de acero solidarios a la armadura que se llenarán de agua antes del ensayo.

## Procedimiento
1. Se realiza con un equipo portátil, que incluye un auscultador, un dispositivo de control de profundidad y dos sondas, emisora y receptora.
2. Se introducen las mismas por los tubos, llenos de agua, y se va registrando la señal recibida a medida que suben. Los datos se almacenan digitalmente para su posterior tratamiento.

## Resultados

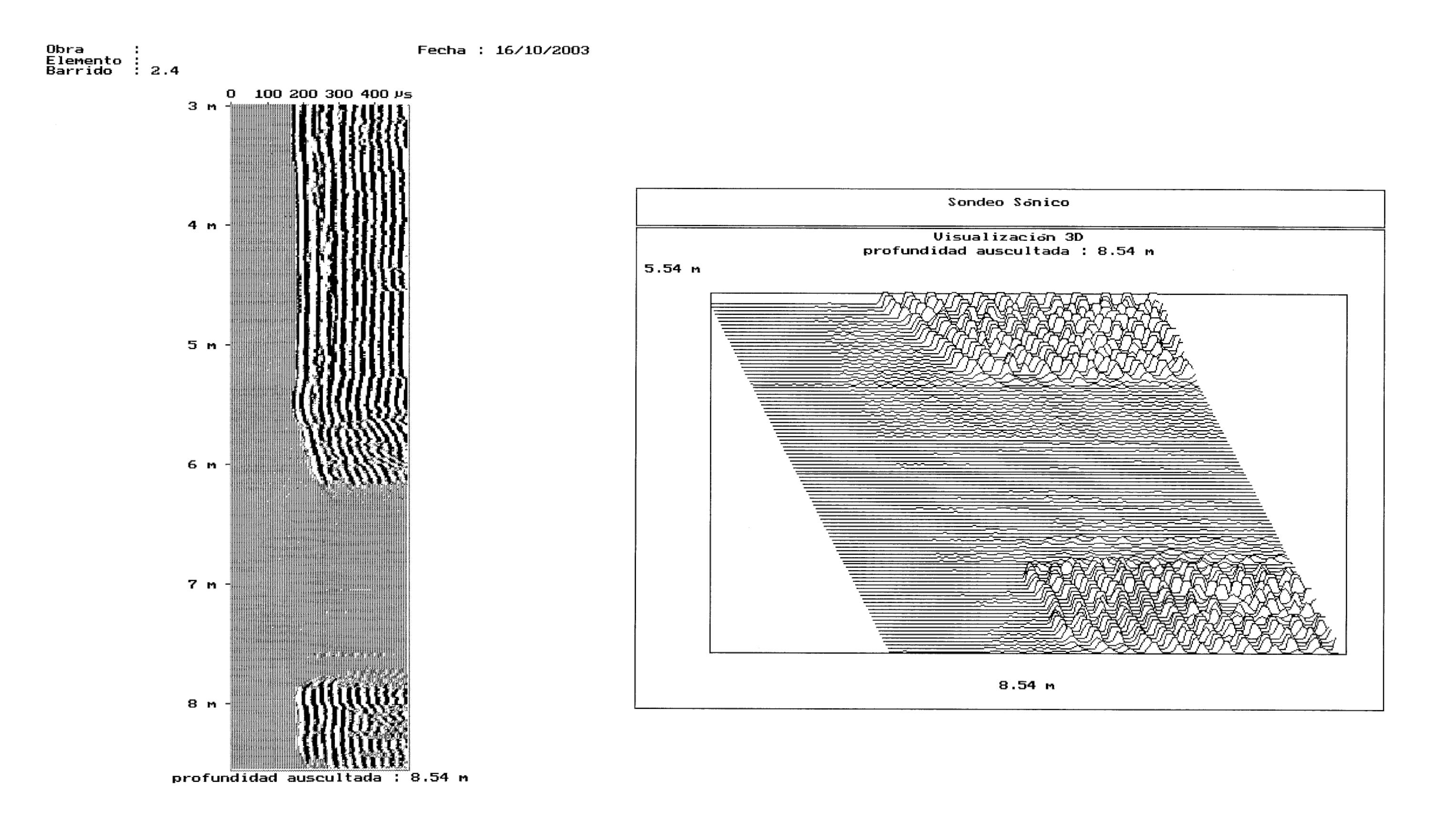
Diagrafía en la que se observa una anomalía y su visualización 3D.

Para cada par de tubos se obtiene una diagrafía, que representa la propagación de la señal en función de la profundidad. Se puede recurrir a las visualizaciones 3D, que permiten analizar con gran precisión los registros obtenidos. En los equipos más avanzados se alcanza una resolución vertical de un centímetro.
La realización de este ensayo no destructivo por personal altamente especializado garantiza su calidad y permite emitir in situ un avance de resultados con una primera valoración del estado del elemento auscultado.